# Avaux
Avaux je francouzská obec v departementu Ardensko v regionu Grand Est. V roce 2013 zde žilo 439 obyvatel.

## Poloha
Obec leží u hranic departementu Ardensko s departementem Aisne, tedy i u hranic regionu Grand Est s regionem Hauts-de-France. Sousední obce jsou Asfeld, Brienne-sur-Aisne, Évergnicourt (Aisne), Proviseux-et-Plesnoy (Aisne), Vieux-lès-Asfeld a Villers-devant-le-Thour.

## Vývoj počtu obyvatel
Počet obyvatel 